# Копейськ
Копéйськ — місто обласного підпорядкування в Челябінській області Росії, місто-супутник Челябінська. Утворює Копейський міський округ. Розташоване на Південному Уралі, межує з містом Челябінському в його південно-східній частині. Населення — 136,6 тис. жителів (2010)

## Історія
Місто було засноване на місці селища Тугайкуль, перше згадування про нього датується 24 квітня 1810 року. Його заснування пов'язане з відкриттям шахти «Єкатерина» у тому ж році. 20 червня 1933 року постановою ВЦВК селище Копі було перетворене в місто Копейськ районного підпорядкування. 20 серпня 1935 року Копейськ отримав статус міста обласного підпорядкування, при цьому залишаючись центром Копейського району. В 1937 році територія району була передана в приміську зону міста Копейська.

## Населення
| 1926     | 1931     | 1939     | 1956     | 1959     | 1962     | 1967     |
| -------- | -------- | -------- | -------- | -------- | -------- | -------- |
| 9000     | ↗24 900  | ↗60 000  | ↗149 000 | ↗160 713 | ↗168 000 | ↘166 000 |
| 1970     | 1973     | 1976     | 1979     | 1982     | 1986     | 1987     |
| ↘155 799 | ↘155 000 | ↗157 000 | ↘145 905 | ↘134 000 | ↘99 000  | →99 000  |
| 1989     | 1992     | 1996     | 1998     | 2000     | 2001     | 2002     |
| ↘79 048  | ↘78 200  | ↘73 300  | ↘73 100  | →73 100  | ↘72 500  | ↗73 342  |
| 2003     | 2004     | 2005     | 2006     | 2007     | 2008     | 2009     |
| ↘73 300  | ↘72 000  | ↗138 500 | ↘137 800 | ↘137 400 | ↘137 200 | ↘137 097 |
| 2010     | 2011     | 2012     | 2013     | 2014     | 2015     | 2016     |
| ↗137 601 | ↗137 647 | ↗138 435 | ↗139 875 | ↗141 878 | ↗144 552 | ↗146 146 |
| 2017     |          |          |          |          |          |          |
| ↗147 573 |          |          |          |          |          |          |

## Економіка

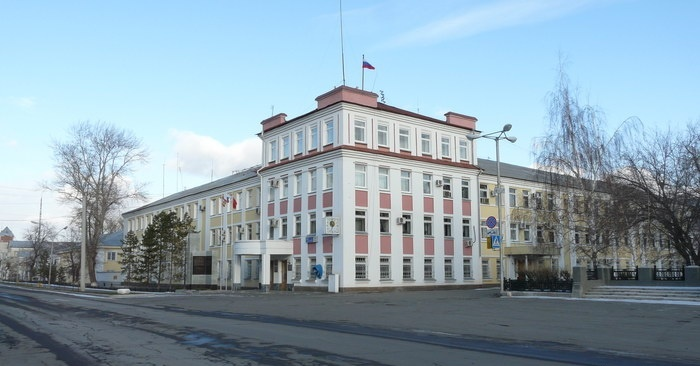
Адміністрація Копейська

До 90-х років XX століття основною галуззю економіки міста були: вуглевидобувна промисловість (шахти «Капітальна», «Комсомольська», «Червона Горнячка», «Центральна») та машинобудування — «Копейський машинобудівний завод» ім. Кірова — найбільший виробник вугільних і соляних комбайнів. На сьогоднішній день всі шахти закриті, у зв'язку з низькою якістю вугілля і високою вартістю його видобутку. В межах міста розташований Завод Пластмас, один з основних постачальників артилерійських снарядів і некерованих ракет для армії РФ, ВАТ «Союз полімер» — велике підприємство з виробництва поліетиленової плівки, ЗАТ «СОТ» — один з найбільших виробників відводів для труб та ВАТ «Копейський машинобудівний завод» — найбільший в Росії виробник гірничодобувного обладнання.

## Відомі люди

### Народились
- живописець, сценографіст, член НСХУ Володимир Якубовський[27]
- Олександр Градський — російський композитор, поет-пісняр, музикант.
- Надія Шестак — його учениця.
- Юлія Кочеткова (* 1981) — російська, словацька шахістка.
- Степаненко Сергій Євгенович (1967—2016) — солдат Збройних сил України, учасник російсько-української війни.